# Гармонический кабинет
Гармонический кабинет, полный музыкальных инструментов (итал. Gabinetto Armonico, pieno d'Istromenti sonori) — иллюстрированный трактат итальянского иезуита Филиппо Бонанни (1638—1725), посвящённый описанию музыкальных инструментов. Впервые был издан в Риме в 1722 году, с тех пор неоднократно и вплоть до настоящего времени переиздавался и переводился. Используя многочисленные источники, Бонанни описал инструменты различных культур Европы и Азии. Книга состоит их предисловия (proemio), тринадцати вступительных глав и 136 глав с описаниями инструментов. Во вступительных главах музыкальные инструменты рассматриваются в историческом контексте начиная с еврейских музыкальных инструментов, и далее об использовании музыки в ходе древних священнодейстий, праздников, войн вплоть до христианского времени. Основная часть трактата состоит из трёх частей, о духовых (главы I—XLII), струнных (главы XLIII—LXXI) и перкуссиям (главы LXXII—CXXXVI). Иллюстрации выполнены фламандским графиком Арнольдом ван Вестерхутом. Каждая иллюстрация представляет музыканта с соответствующим инструментом, в особом костюме и на подходящем, по мнению автора, фоне.
«Гармонический кабинет» является одним из первых исследований по истории музыкальных инструментов. Непосредственными предшественниками Боннини были Каспар Бартолин с «De tibiis veterum et earum antiquo usu» (1677) и Бенедетто Баккини «De sistrorum figuris ac different» (1691), а также менее известная книга Фредерика Адольфа Лампе «De cymbalis veterum» (1703). Труд Франческо Бьянкини был создан примерно одновременно с «Гармоническим кабинетом», но был издан только в 1742 году. По-видимому, Бонанни не был знаком с работой Бьянкини, но пользовался теми же источниками. Свои сведения о еврейских инструментах Боннани почерпнул из «Musurgia Universalis» Афанасия Кирхера.

## Издания
- Buonanni F. Gabinetto armonico pieno d'istromenti sonori. — 1722..